# 745 (szám)
A 745 (római számmal: DCCXLV) egy természetes szám, félprím, az 5 és a 149 szorzata.

## A szám a matematikában
A tízes számrendszerbeli 745-ös a kettes számrendszerben 1011101001, a nyolcas számrendszerben 1351, a tizenhatos számrendszerben 2E9 alakban írható fel.
A 745 páratlan szám, összetett szám, azon belül félprím, kanonikus alakban az 51 · 1491 szorzattal, normálalakban a 7,45 · 102 szorzattal írható fel. Négy osztója van a természetes számok halmazán, ezek növekvő sorrendben: 1, 5, 149 és 745.
A 745 négyzete 555 025, köbe 413 493 625, négyzetgyöke 27,29469, köbgyöke 9,06537, reciproka 0,0013423. A 745 egység sugarú kör kerülete 4680,97305 egység, területe 1 743 662,463 területegység; a 745 egység sugarú gömb térfogata 1 732 038 046,1 térfogategység.